# Otricoli
Otricoli es una ciudad y comuna de la provincia de Terni (Umbría, Italia). Está situada en la Vía Flaminia, cerca de la orilla oriental del Tíber, 71 km al norte de Roma y 19 al sur de Narni.

## Historia y puntos de interés

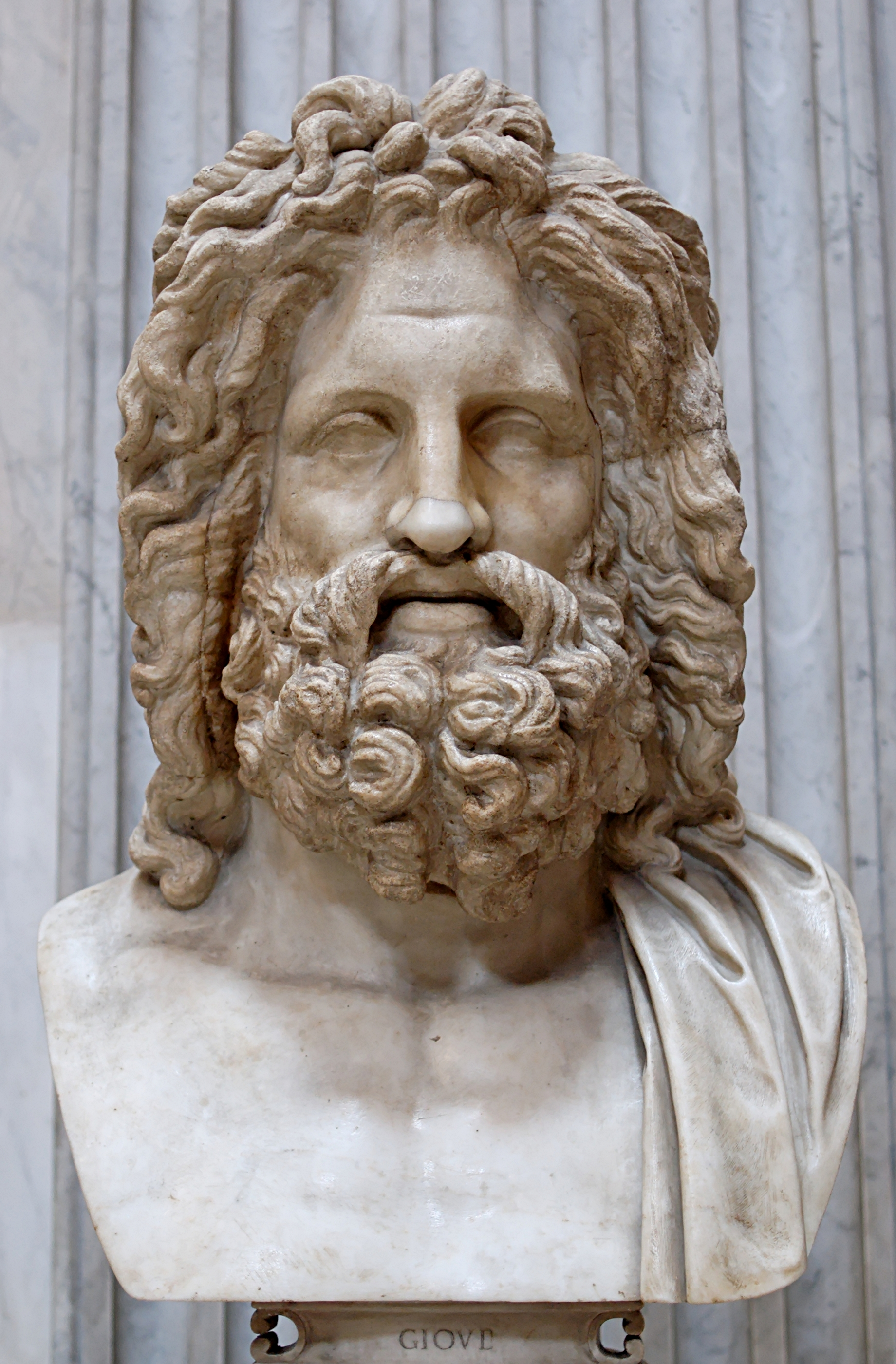
El Zeus de Otricoli (Museos Vaticanos).

Llamada antiguamente Ocriculum, la ciudad cerró una alianza con Roma en el 308 a. C. La población actual descansa sobre los restos de una antigua ciudad situada unos dos km al norte de la reubicación romana, que la bajó desde la posición defendible (de hecho, el yacimiento romano no estuvo amurallado) probablemente al final de la época republicana, para estar más cerca del meandro del Tíber y la Vía Flaminia, que cruzaba el río en ese punto para entrar a Umbría. Su puerto fluvial fue el «puerto del aceite», señal de los cultivos de olivos que sostenían su economía. Un pensor lignarius (‘pesador de madera’) apuntado en una inscripción recientemente desenterrada identifica un comercio de madera y quizá de leña (Soprintendenza per i Beni Culturali).
Excavaciones del yacimiento romano en 1775 y los siguientes años llevaron al descubrimiento de los baños, un teatro, una basílica y otros edificios. En los baños se hallaron varias obras de arte, actualmente en la Ciudad del Vaticano, destacando el pavimento de mosaico de la Sala della Rotonda (Museo Pio-Clementino), la famosa cabeza de Zeus y la cabeza de Claudio, expuestos ambos también en la Sala della Rotonda.
El muy erosionado anfiteatro sigue siendo visible, pero los demás edificios han sido en su mayoría cubiertos de nuevo. La falta de una investigación arqueológica consistente ha dejado sin aclarar la disposición y extensión del yacimiento romano, aunque se han recuperado muchas obras de arte. Algunos hallazgos se exponen en el Antiquarium del yacimiento.

## Evolución demográfica
| Gráfica de evolución demográfica de Otricoli entre 1861 y 2001 |
|                                                                |
| Fuente ISTAT - elaboración gráfica de Wikipedia                |